# Касатонов Олексій Вікторович
Олексій Вікторович Касатонов (рос. Алексей Викторович Касатонов, нар. 14 жовтня 1959, Ленінград) — колишній радянський хокеїст, що грав на позиції захисника. Грав за збірну команду СРСР.
Олімпійський чемпіон. 

## Ігрова кар'єра
Хокейну кар'єру розпочав 1976 року виступами за команду СКА (Ленінград).
1983 року був обраний на драфті НХЛ під 225-м загальним номером командою «Нью-Джерсі Девілс». 
Протягом професійної клубної ігрової кар'єри, що тривала 22 роки, захищав кольори команд СКА (Санкт-Петербург), ЦСКА (Москва), «Нью-Джерсі Девілс», «Майті Дакс оф Анагайм», «Сент-Луїс Блюз» та «Бостон Брюїнс».
Загалом провів 416 матчів у НХЛ, включаючи 33 гри плей-оф Кубка Стенлі.
Був гравцем молодіжної збірної СРСР, у складі якої брав участь у 13 іграх. Виступав за збірну СРСР, провів 125 ігор в її складі.

## Інше
З 2008 головний тренер московського клубу «Крила Рад».
З 2010 повертається до клубу ЦСКА (Москва), як віце-президент. 
З 20 травня 2011 по 4 квітня 2014  — генеральний менеджер клубу СКА (Санкт-Петербург).
З травня 2013 до 2014 був генеральним менеджером національної збірної Росії, звільнений через провал на домашній Олімпіаді в Сочі.

## Досягнення
- Олімпійський чемпіон (1984, 1988).
- 5-разовий чемпіон світу (1981, 1982, 1983, 1986, 1989), срібний призер ЧС 1987, бронзовий призер ЧС 1985, 1991.
- 8-разовий чемпіон Європи (1981, 1982, 1983, 1985, 1986, 1987, 1989, 1991)
- Володар Кубка Канади 1981, фіналіст 1987, учасник 1984, 1991.
- Чемпіон СРСР (1979-1989), срібний призер чемпіонатів СРСР 1990 в складі клубу ЦСКА.
- Володар Кубка СРСР 1979 і 1988.
- Учасник матчу усіх зірок НХЛ — 1994.
- Член Зала слави ІІХФ з 2009.

## Статистика

### Клубні виступи
| Сезон         | Клуб                    | Ліга          | Регулярний сезон | Регулярний сезон | Регулярний сезон | Регулярний сезон | Регулярний сезон | Плей-оф | Плей-оф | Плей-оф | Плей-оф | Плей-оф |
| Сезон         | Клуб                    | Ліга          | І                | Г                | П                | О                | ШХ               | І       | Г       | П       | О       | ШХ      |
| ------------- | ----------------------- | ------------- | ---------------- | ---------------- | ---------------- | ---------------- | ---------------- | ------- | ------- | ------- | ------- | ------- |
| 1976–77       | СКА (Ленінград)         | СРСР          | 7                | 0                | 0                | 0                | 0                | —       | —       | —       | —       | —       |
| 1977–78       | СКА (Ленінград)         | СРСР          | 35               | 4                | 7                | 11               | 15               | —       | —       | —       | —       | —       |
| 1978–79       | ЦСКА (Москва)           | СРСР          | 40               | 5                | 14               | 19               | 30               | —       | —       | —       | —       | —       |
| 1979–80       | ЦСКА (Москва)           | СРСР          | 37               | 5                | 8                | 13               | 26               | —       | —       | —       | —       | —       |
| 1980–81       | ЦСКА (Москва)           | СРСР          | 47               | 10               | 12               | 22               | 38               | —       | —       | —       | —       | —       |
| 1981–82       | ЦСКА (Москва)           | СРСР          | 46               | 12               | 27               | 39               | 45               | —       | —       | —       | —       | —       |
| 1982–83       | ЦСКА (Москва)           | СРСР          | 44               | 12               | 19               | 31               | 37               | —       | —       | —       | —       | —       |
| 1983–84       | ЦСКА (Москва)           | СРСР          | 39               | 12               | 24               | 36               | 20               | —       | —       | —       | —       | —       |
| 1984–85       | ЦСКА (Москва)           | СРСР          | 40               | 18               | 18               | 36               | 26               | —       | —       | —       | —       | —       |
| 1985–86       | ЦСКА (Москва)           | СРСР          | 40               | 6                | 17               | 23               | 27               | —       | —       | —       | —       | —       |
| 1986–87       | ЦСКА (Москва)           | СРСР          | 40               | 13               | 17               | 30               | 16               | —       | —       | —       | —       | —       |
| 1987–88       | ЦСКА (Москва)           | СРСР          | 43               | 8                | 12               | 20               | 8                | —       | —       | —       | —       | —       |
| 1988–89       | ЦСКА (Москва)           | СРСР          | 41               | 8                | 14               | 22               | 8                | —       | —       | —       | —       | —       |
| 1989–90       | «Нью-Джерсі Девілс»     | НХЛ           | 39               | 6                | 15               | 21               | 16               | 6       | 0       | 3       | 3       | 14      |
| 1989–90       | ЦСКА (Москва)           | СРСР          | 30               | 6                | 7                | 13               | 6                | —       | —       | —       | —       | —       |
| 1989–90       | «Ютіка Девілс»          | АХЛ           | 3                | 0                | 2                | 2                | 7                | —       | —       | —       | —       | —       |
| 1990–91       | «Нью-Джерсі Девілс»     | НХЛ           | 78               | 10               | 31               | 41               | 76               | 7       | 1       | 3       | 4       | 8       |
| 1991–92       | «Нью-Джерсі Девілс»     | НХЛ           | 76               | 12               | 28               | 40               | 70               | 7       | 1       | 1       | 2       | 12      |
| 1992–93       | «Нью-Джерсі Девілс»     | НХЛ           | 64               | 3                | 14               | 17               | 57               | 4       | 0       | 0       | 0       | 0       |
| 1993–94       | «Майті Дакс оф Анагайм» | НХЛ           | 55               | 4                | 18               | 22               | 43               | —       | —       | —       | —       | —       |
| 1993–94       | «Сент-Луїс Блюз»        | НХЛ           | 8                | 0                | 2                | 2                | 19               | 4       | 2       | 0       | 2       | 2       |
| 1994–95       | «Бостон Брюїнс»         | НХЛ           | 44               | 2                | 14               | 16               | 33               | 5       | 0       | 0       | 0       | 2       |
| 1994–95       | ЦСКА (Москва)           | МХЛ           | 9                | 2                | 3                | 5                | 6                | —       | —       | —       | —       | —       |
| 1995–96       | «Бостон Брюїнс»         | НХЛ           | 19               | 1                | 0                | 1                | 12               | —       | —       | —       | —       | —       |
| 1995–96       | «Провіденс Брюїнс»      | АХЛ           | 16               | 3                | 6                | 9                | 10               | —       | —       | —       | —       | —       |
| 1996–97       | ХК ЦСКА (Москва)        | Росія         | 38               | 3                | 20               | 23               | 68               | 1       | 0       | 0       | 0       | 0       |
| Усього в СРСР | Усього в СРСР           | Усього в СРСР | 529              | 119              | 196              | 315              | 312              | —       | —       | —       | —       | —       |
| Усього в НХЛ  | Усього в НХЛ            | Усього в НХЛ  | 383              | 38               | 122              | 160              | 326              | 33      | 4       | 7       | 11      | 40      |

### Збірна
| Рік                | Команда            | Турнір             | Місце              |     | І  | Г  | П  | О  | ШХ |
| ------------------ | ------------------ | ------------------ | ------------------ | --- | -- | -- | -- | -- | -- |
| 1978               | СРСР               | МЧС                | 1                  | 7   | 1  | 2  | 3  | 2  |    |
| 1979               | СРСР               | МЧС                | 1                  | 6   | 3  | 4  | 7  | 6  |    |
| Молодіжна збірна   | Молодіжна збірна   | Молодіжна збірна   | Молодіжна збірна   | 13  | 4  | 6  | 10 | 8  |    |
| 1980               | СРСР               | ОІ                 | 2                  | 7   | 2  | 5  | 7  | 2  |    |
| 1981               | СРСР               | ЧС                 | 1                  | 8   | 1  | 3  | 4  | 8  |    |
| 1981               | СРСР               | КК                 | 1                  | 7   | 1  | 10 | 11 | 8  |    |
| 1982               | СРСР               | ЧС                 | 1                  | 10  | 0  | 3  | 3  | 6  |    |
| 1983               | СРСР               | ЧС                 | 1                  | 10  | 1  | 10 | 11 | 14 |    |
| 1984               | СРСР               | ОІ                 | 1                  | 7   | 3  | 3  | 6  | 0  |    |
| 1984               | СРСР               | КК                 | ПФ                 | 6   | 1  | 4  | 5  | 2  |    |
| 1985               | СРСР               | ЧС                 | 3                  | 9   | 5  | 6  | 11 | 19 |    |
| 1986               | СРСР               | ЧС                 | 1                  | 10  | 3  | 4  | 7  | 4  |    |
| 1987               | СРСР               | ЧС                 | 3                  | 10  | 3  | 5  | 8  | 8  |    |
| 1987               | СРСР               | КК                 | 2                  | 9   | 1  | 4  | 5  | 4  |    |
| 1988               | СРСР               | ОІ                 | 1                  | 7   | 2  | 6  | 8  | 0  |    |
| 1989               | СРСР               | ЧС                 | 1                  | 10  | 2  | 0  | 2  | 2  |    |
| 1991               | СРСР               | ЧС                 | 3                  | 10  | 3  | 3  | 6  | 8  |    |
| 1991               | СРСР               | КК                 | 5-е                | 5   | 0  | 1  | 1  | 6  |    |
| Національна збірна | Національна збірна | Національна збірна | Національна збірна | 125 | 28 | 67 | 95 | 97 |    |